# Luis Serra
Luis Pedro Serra Deluchi (* 12. Oktober 1935 in San José de Mayo; † 2. Oktober 1992) war ein uruguayischer Radrennfahrer und nationaler Meister im Radsport.

## Sportliche Laufbahn
Serra war Teilnehmer der Olympischen Sommerspiele 1952 in Helsinki. In der Mannschaftsverfolgung scheiterte das Team aus Uruguay mit Luis Ángel de los Santos, Luis Serra, Atilio François Baldi und Juan Ramon de Armas in der Vorrunde.
Bei den Spielen in Melbourne 1956 kam der Bahnvierer mit René Deceja, Eduardo Puertollano, Luis Serra und Alberto Velázquez in der Mannschaftsverfolgung nicht über die Qualifikation hinaus. Im 1000-Meter-Zeitfahren wurde er beim Sieg von Leandro Faggin auf dem 5. Rang klassiert.
1960 war er erneut bei den Olympischen Sommerspielen in Rom im Zeitfahren am Start und wurde 14. des Rennens.
Bei den Panamerikanischen Spielen 1963 gewann er mit Rubén Etchebarne, Alberto Velázquez, und Juan José Timón die Mannschaftsverfolgung. 1955 hatte er bereits die Silbermedaille gewonnen. Im 1000-Meter-Zeitfahren 1955 gewann er Bronze.
Im Straßenradsport konnte Serra einige Erfolge aufweisen. Er gewann 1951, 1953, 1954, 1955, 1958 und 1959 Etappen in der Uruguay-Rundfahrt. In der Gesamtwertung der Uruguay-Rundfahrt siegte Serra 1954 und 1955. 1952 wurde er Zweiter hinter Dante Sudatti, 1959 Dritter des Etappenrennens.